# Notiphilides saussurei
Notiphilides saussurei är en mångfotingart som beskrevs av Sseliwanoff 1881. Notiphilides saussurei ingår i släktet Notiphilides och familjen kamjordkrypare. Inga underarter finns listade i Catalogue of Life.